# سیارک ۱۹۹۹۸
سیارک ۱۹۹۹۸ (به انگلیسی: 19998 Binoche، نامگذاری:1990WP1)۱۹۹۹۸مین سیارک کشف شده‌است که در ۱۸ نوامبر ۱۹۹۰ کشف شد.